# تراژان
مارکوس اولپیوس نروا ترایانوس (به لاتین: Marcus Ulpius Nerva Traianus) (۵۳ میلادی - ۱۱۷ میلادی) که به اختصار ترایانوس یا تراژان نامیده می‌شود، از سال ۹۸ تا ۱۱۷ میلادی امپراتور روم بود. نزدیکانش او را می‌ستودند و تاریخ‌نگاران عصر حاضر از او به عنوان «بهترین رئیس» (بهترین امپراتور) یاد کرده‌اند. امروزه بسیاری از تاریخ‌نگاران و صاحب‌نظران او را به‌دلیل توانایی‌هایش به‌عنوان فرمانده، مدیر و دولت‌مرد، یکی از کامل‌ترین و صرفه‌جوترین سیاست‌مداران تاریخ و از بهترین امپراتوران روم می‌دانند.
ترایانوس در یک مستعمره رومی به نام ایتالیکا، نزدیک سوِیل امروزی، در استان هیسپانیا بایتیکا زاده شد، جایی که خاندان اولپیا از اومبریا و تودی به آنجا کوچ کرده بودند. نروا در سال ۹۷ میلادی او را به فرزندخواندگی پذیرفت. دو سال بعد ترایانوس در مقام امپراتور جانشین وی شد.
پیش‌تر، او در دوران امپراتوری دومیتیان که سال‌های پایانی فرمانروایی‌اش را با آزارهای سیاسیِ پیوسته و اعدام سناتور‌ها می‌شناسند، فرماندهٔ نظامی مهمی شده بود. در سپتامبر سال ۹۶ میلادی، پس از ترور دومیتیان، سناتوری پیر و بی‌پسر به‌نام نروا بر تخت نشست ولی خیلی زود ثابت شد که سران ارتش علاقه‌ای به او ندارند. پس از یک سال کوتاه و پرتنش ، مخالفت‌های گارد پرتورین با نروا از قدرتش کاست، تا جایی که وادار شد برای حفظ مقام خود محبوب‌ترین فرد در میان فرماندهانِ آن دوره، ترایانوس، را به فرزندخواندگی بپذیرد و او را وارث و جانشین خود کند. کمی بعد، نروا در پایان ژانویه ۹۸ درگذشت و بی‌آنکه تَنِش یا مخالفتی با این کار در میان باشد، امپراتوری را برای ترایانوس به ارث گذاشت.
ترایانوس خود را امپراتوری لایق و کامل نشان داد، چنان‌که هر فرزندی که در عهد او متولد می‌شد مردم می‌گفتند سعادتمند است زیرا در دوران سلطنت ترایانوس به‌دنیا آمده است. دوره حکومت این امپراتور یکی از بهترین ادوار تاریخ روم بود. او در عین‌حال که فرماندهی قابل و دولتمردی باهوش و مدبر بود، قلبی رئوف داشت و علاقه‌مند به کارهای خیر بود.
در زمان فرمانروایی ترایانوس، امپراتوری روم به لطف سلطه بر ارمنستان، آشوریه، بین‌النهرین و حتی قلمرو داکیه و پادشاهی نبطی‌ها (استان عربیه) به بیشینه وسعت خود رسید (۵ میلیون کیلومترمربع). تصرّف داکیه (رومانی کنونی) ثروت‌های سرشاری از جمله معادن ارزشمند طلا و نقره را به امپراتوری سرازیر کرد؛ اما حمله به قلمرو شاهنشاهی اشکانی به دلیل شورش تازه در یهودیه ناتمام و ناکام ماند. ترایانوس پس از مرگش در ۱۱۷ میلادی یک اقتصاد جهانی فعال، به‌ویژه در قسمت شرقی امپراتوری، بر جای گذاشت.
یکی از رویدادهای مهم حکومت ترایانوس حمله به شرق بود. میان سال‌های ۱۰۲ تا ۱۱۲ میلادی، رومیان از این که اشکانیان حاکمی دست‌نشانده را بدون هماهنگی رومی‌ها بر ارمنستان گماشته بودند خشمگین شدند، چراکه ارمنستان سرزمینی  بود که از سال‌ها قبل دو امپراتوری بزرگ رومی و اشکانی به‌طور مشترک بر آن نفوذ داشتند. ترایانوس نخست به ارمنستان لشکر کشید و شاه ارمنستان را، که اشکانیان گماشته بودند، گرفت و ارمنستان را به امپراتوری روم منضم ساخت. سپس به سوی جنوب حرکت کرد و به بین‌النهرین، سرزمین غربی اشکانیان، وارد شد و شهرهای آدیابن، الحضر، بابل، سلوکیه و تیسفون را تصرف کرد و از رود دجله به طرف خلیج فارس رفت و بیرق روم را برای نخستین‌بار در آب‌های آن برافراشت و شهر بزرگ شوش را هم تصرف کرد، اما با خروج ارتش روم، ایرانیان شوریدند و بدین ترتیب، شهرهای نام‌برده باز به‌دست اشکانیان افتاد و خسرو اشکانی دوباره به حکومت رسید.
به موازات تصرف قلمروها، ترایانوس همچنین برنامه ساختمان‌سازی عمومی عظیمی را هدایت کرد که شهر روم را دگرگون کرد و بناهای یادبود بسیار برجای گذاشت؛ از جمله حمام‌های بزرگی که وقف او شدند، ناحیه وسیعی که در برگیرنده فروم ترایانوس و بازار ترایانوس بود و در آن‌ها هنوز هم ستون ترایانوس، که یادبود پیروزی او بر داکی‌هاست، پابرجاست. همچنین، سیاست‌های اجتماعی‌ای دنبال کرد که پیش از او سابقه نداشت، برای نمونه مؤسسه خیریه‌ای برای کمک به کودکان نیازمند تأسیس کرد.
پس از مرگ ترایانوس، سنا او را به مقام ایزدی رساند و خاکسترش را به پای ستون ترایانوس ریختند. فرزندخوانده‌اش، هادریانوس، جانشین وی شد. هر چند بر همگان روشن نبود که ترایانوس او را به جانشینی خود منصوب کرده‌باشد. هادریانوس سیاست‌های توسعه‌طلبانهٔ ترایانوس را پیگیری نکرد و همه قلمروهایی را که او در جریان لشکرکشی به ایران به‌دست آورده‌بود به اشکانیان باز داد و در عوض، رومی‌سازی ایالات را در سیاست خود پی‌گرفت.

### خانواده

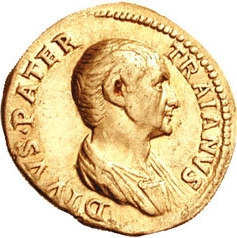
مارکوس اولپیوس ترایانوس، پدر امپراتور ترایانوس که هم‌نام اوست

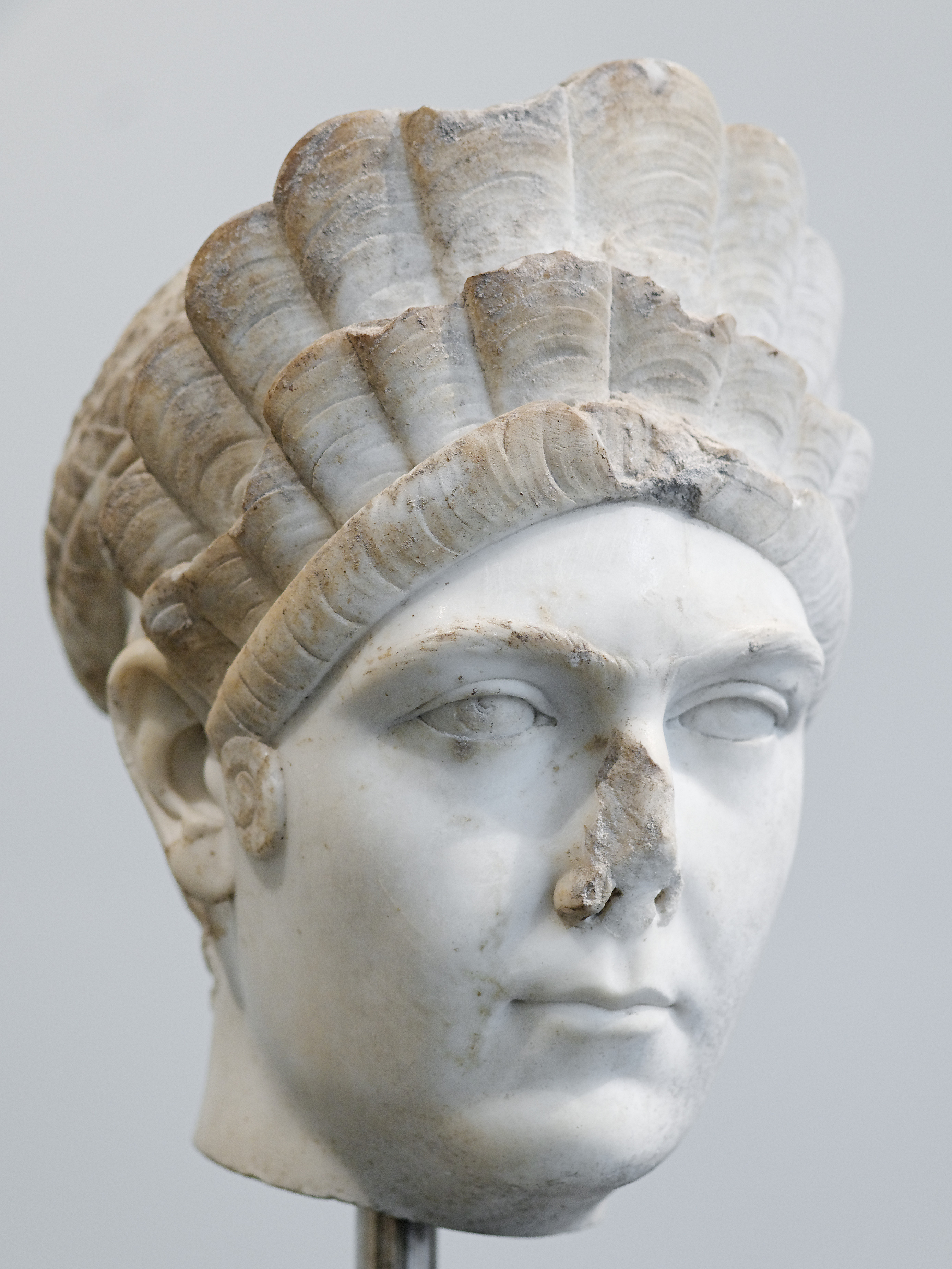
سردیس اولپیا مارکیانا، خواهر ترایانوس (موزه متروپولیتن نیویورک)
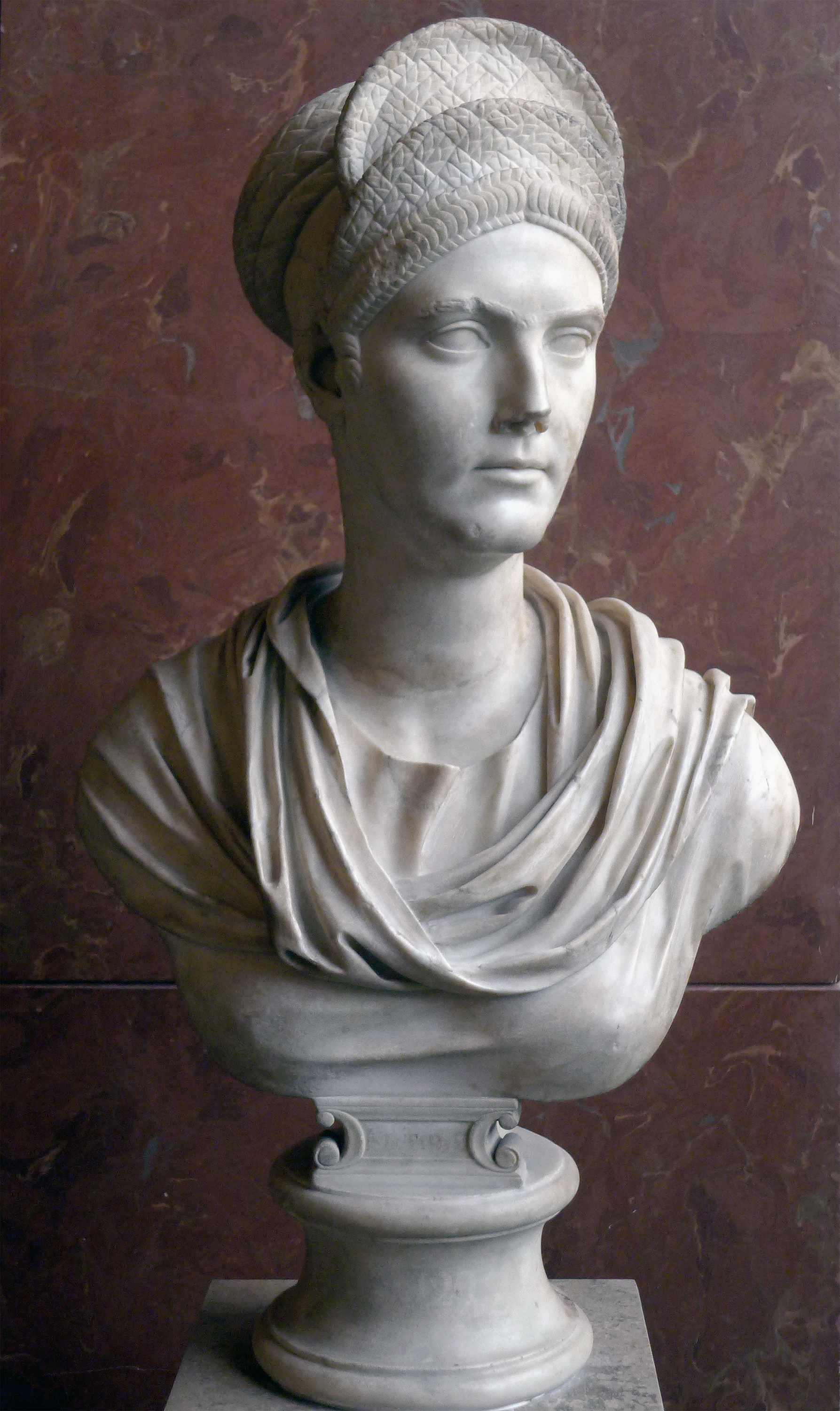
سالونینا ماتیدیا، دختر اولپیا مارکیانا یا خواهرزادهٔ ترایانوس (موزه لوور)
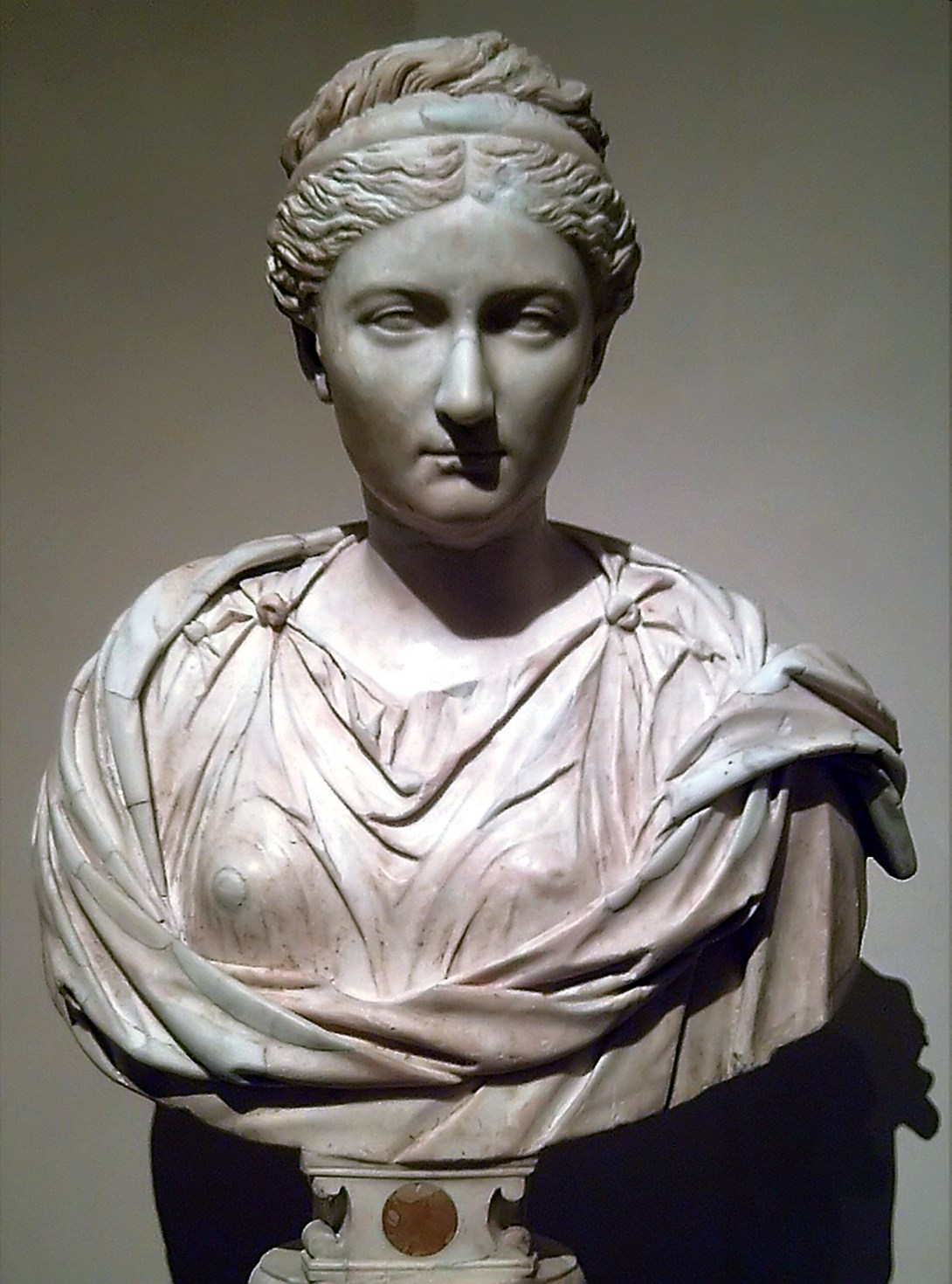
ویبیا سابینا، نوهٔ اولپیا مارکیانا (نوهٔ خواهر ترایانوس) و همسر امپراتورهادریانوس (موزه دل پرادو)
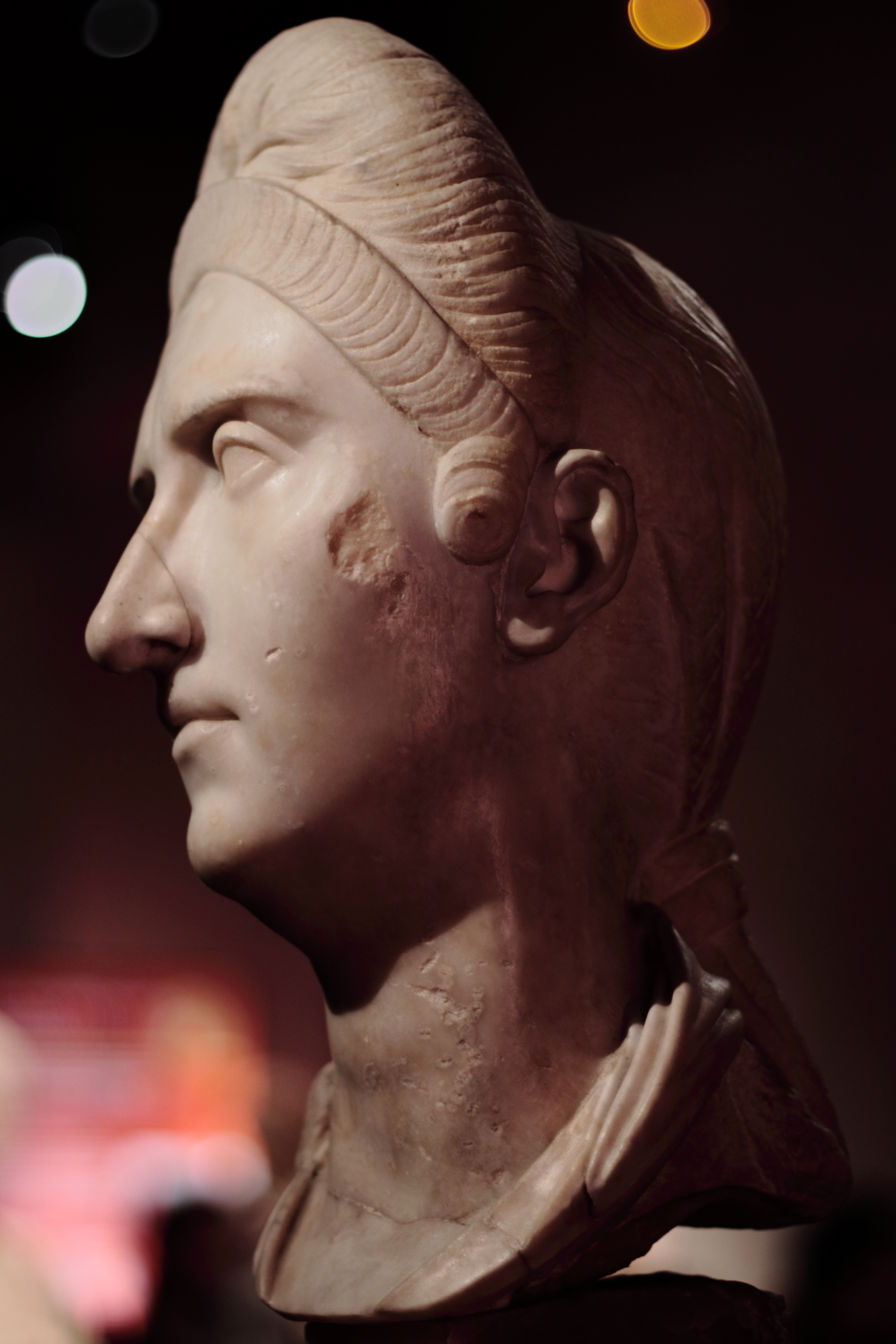
پومپیئا پلوتینا، همسر ترایانوس (موزه‌های کاپیتولین)

### خدمت نظامی-سیاسی در زمان دودمان فلاویان (۹۶–۷۱)

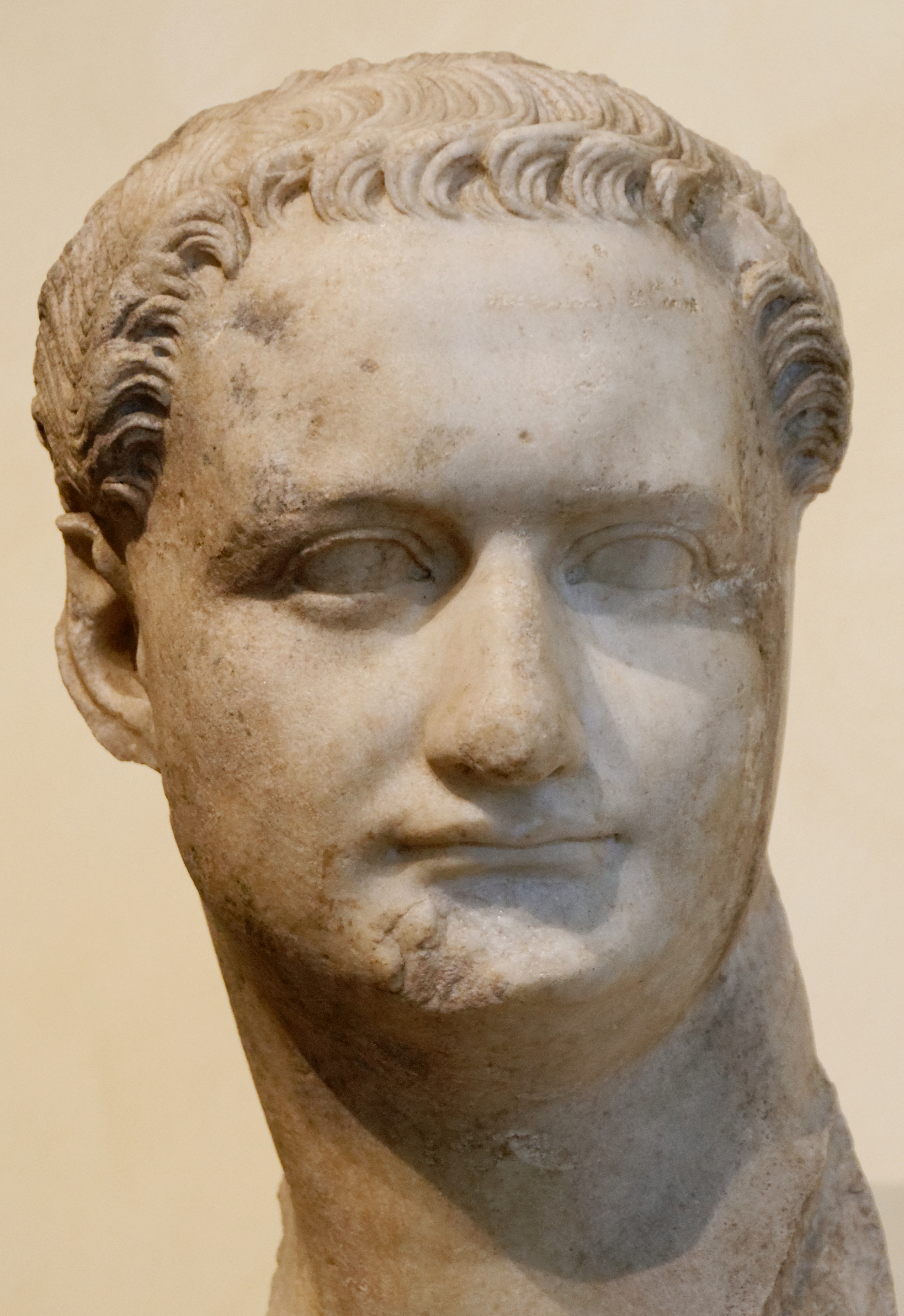
امپراتور دومیتیانوس مستبد

## فرمانروایی نروا (۹۸–۹۶)

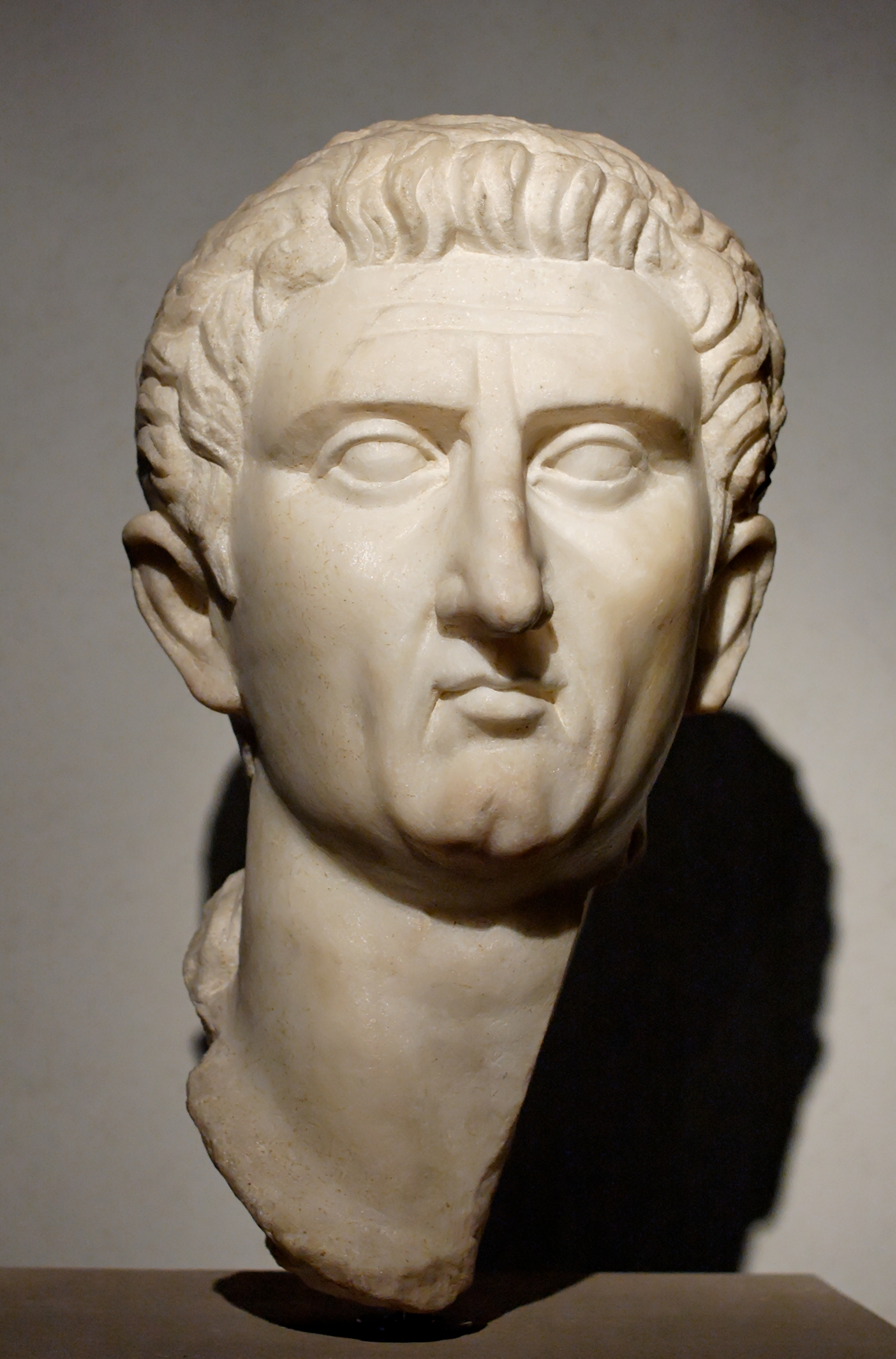
امپراتور نروا، پدرخواندهٔ ترایانوس

#### روابط با سنا

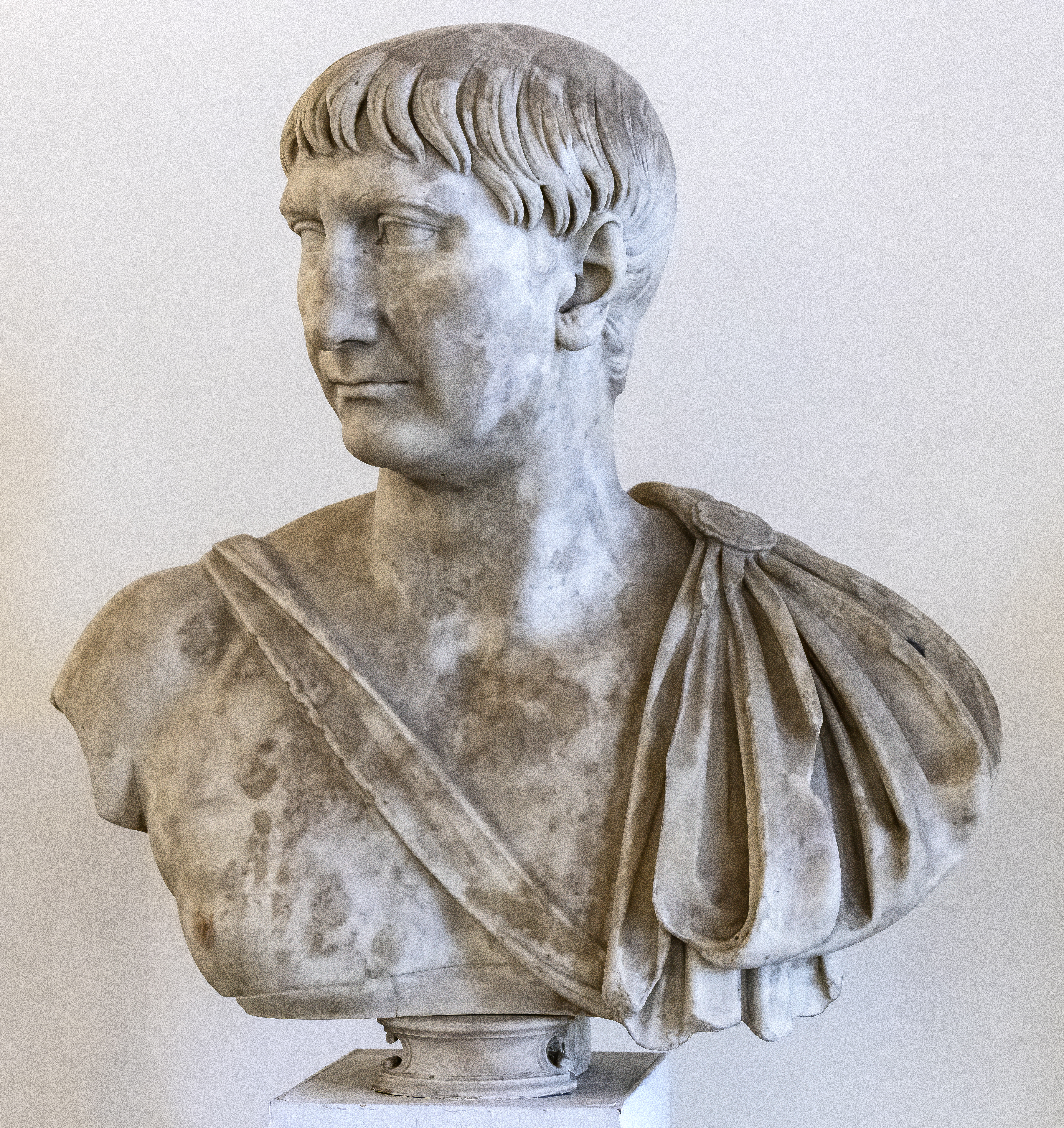
سردیسی به مناسبت دهمین سال فرمانروایی ترایانوس

#### اداره روم و ایتالیا

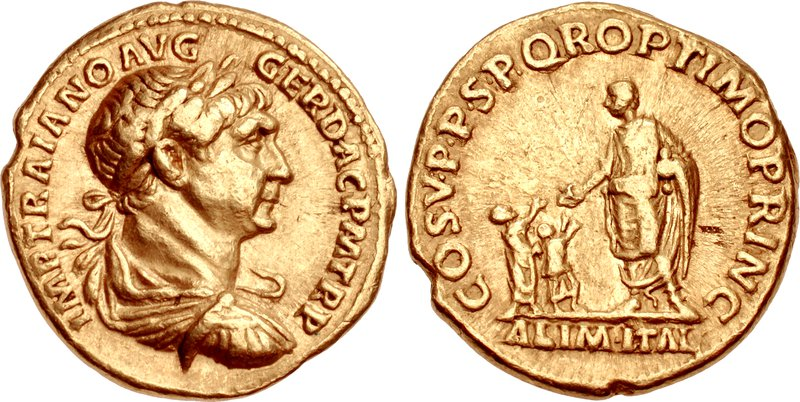
در تصویر سمت راست، ترایانوس که توگا بر تن دارد، یک طومار در دست چپ دارد و دست راست خود را نیز به سوی یک پسربچه و دختربچه دراز کرده است تا بدانان غذا دهد. پسربچه یک دستِ خود و دختربچه هر دو دست خود را به‌سوی امپراتور دراز کرده‌اند.

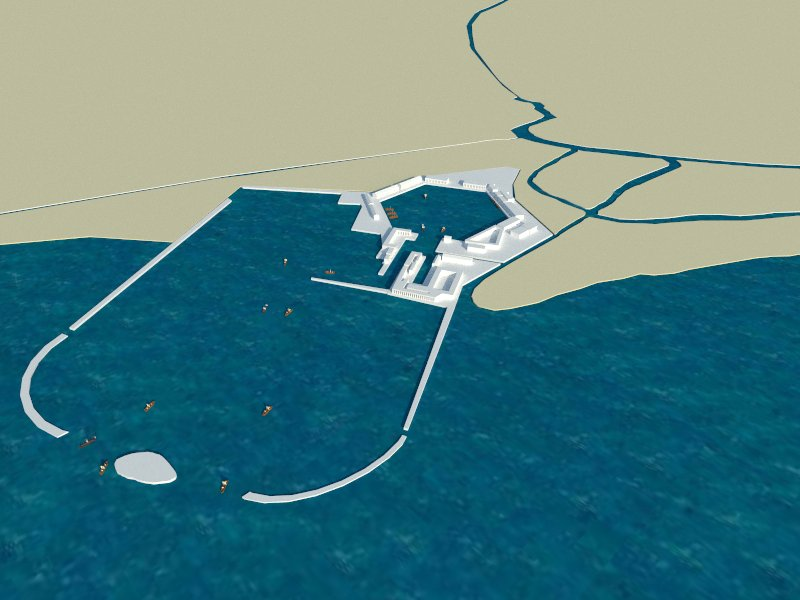
قسمت اعظم محوطه آبی توسط کلادیوس و قسمت کوچک‌تر که در داخل خشکی فرورفته است (شش ضلعی) توسط ترایانوس ساخته شده است. به این مجموعه پورتوس (به لاتین Portus) می‌گویند که مهم‌ترین بندر روم بر کرانه مدیترانه بود. امروزه حوضچهٔ ترایانوس باقی‌مانده امّا حوضچهٔ کلادیوس بر اثر عقب‌نشینی آب ناپدید شده است.